# Rolin (familie)
Familie Rolin  is een Belgische familie met verschillende vertakkingen.

## Geschiedenis
Rolin is een naam die in de veertiende en vijftiende eeuw bekendheid kreeg dankzij Nicolas Rolin (1376-1462), de kanselier van het hertogdom Bourgondië. Volgens Dominique Rollin ("Genéalogie des Rolin - la branche valenciennoise des Prevôts de Mons") lijken de Zuid-Nederlandse Rolins aftestammen van Louis Rolin ("de bastaard van Aymeries"), zoon van Nicolas Rolin.
De Rolins kwamen voor onder de notabelen van Kortrijk vanaf de zeventiende eeuw. In de negentiende eeuw trokken leden van de familie naar Gent en naar Brussel.
Enkele onder hen speelden een rol als voorname juristen en waren ook politiek actief.
In twee gevallen werd de naam uitgebreid:
- Edouard Rolin kreeg in 1912 vergunning om Jaequemyns aan de familienaam toe te voegen, in herinnering aan de uitgestorven familie langs moederszijde.
- Paul Rolin kreeg in 1912 vergunning om Hymans, de familienaam van zijn vrouw, aan zijn naam toe te voegen.

Verschillende leden van de familie werden in de Belgische erfelijke adel opgenomen, hoofdzakelijk in 1921 en ook nog in 1939.

## Genealogie
Hierna volgt een beknopte genealogie Rolin, voornamelijk gericht op het situeren van de leden van de familie die in een artikel op Wikipedia werden behandeld.
- Louis Rolin (ca1620-1666) x Marie De Pauw
  - Jean-Baptiste Rolin (1647-1690) x Jeanne de la Haye 
    - Charles Rolin (1684-1758) x Catherine Tonnoir (1681-1724)
      - Ghislain Rolin (1717-1767) x Anne Vincent (1722-1792)
        - Henri Antoine Rolin (1763-1841) x Anne-Catherine Vandeputte (1774-1835)
          - Hippolyte Rolin (1804-1888) x Angélique Hellebaut (1811-1870)
            - Gustave Rolin-Jaequemyns (1835-1902) x Emilie Rosalie Jaequemyns (1842-1906)
              - baron Edouard Rolin Jaequemyns (1863-1936) x Amélie Demeure (1863-1923)
                - Hélène Rolin Jaequemyns (1889-1967) x Hippolyte-Charles Rolin (1885-1914)
                - baron Emmanuel Rolin Jaequemyns (1893-1964), burgemeester van Gomzé, x Ghislaine Janssens (1896-1979)
                  - jonkheer Robert Rolin Jaequemyns (1918-1980) x Eliane Wittouck (1925-2004)
                  - Marie-Emilie Rolin Jaequemyns (1921-2009) x ridder Georges van Hecke (1915-2006)

              - jonkheer Paul Rolin Hymans (1867-1934), districtscommissaris in Belgisch Congo, consul generaal van Siam, x Louise Hymans (1868-1935)
              - Henriette Rolin (1875-1965) x Robert John Kirkpatrick (1865-1901)
                - Nell Kirkpatrick de Closeburn (1898) x François Louis Ganshof (1895-1980)

            - Ernest Rolin (1841-1918), investeerder in Egypte, x Emma Van Ackere (1848-1924)
              - baron Léon Rolin (1871-1950), voorzitter van het aannemersbedrijf Leon Rolin in Caïro, x Madeleine Schaar (1876-1954)
                - baron Jacques Rolin (1910-1990), voorzitter van het aannemersbedrijf Léon Rolin in Caïro, x Germaine Delpech de Frayssinet (1917-2000)

              - baron Daniel Rolin (1884-1968), directeur generaal van het aannemersbedrijf Léon Rolin in Caïro, x Geneviève Thys (1897-1969)
                - jonkheer Yves Rolin (Brasschaat, 27 juli 1921 - Szombathely, 21 oktober 1944), luitenant vlieger, gestorven voor het vaderland
                - jonkheer Philippe Rolin (Brasschaat, 27 juni 1923 - Veele, Nederland, 12 april 1945), militair in het eerste regiment para's, gestorven voor het vaderland
                - jonkheer Etienne Rolin (Brasschaat, 1931 - Havana, Cuba, 2013), civiel ingenieur x Haydee Barrera (xx-2017)
                  - Etienne Rolin (1952) x Béatrice Gendrot (1953)
                    - Vincent Rolin (1990)

                  - Annette Rolin (1953) x Anthony Batson

                - Hélène Rolin

            - baron Albéric Rolin (1843-1937) x Sylvie Borreman (1853-1937)
              - Marguerite Rolin (1882-1968) x Alfred Nerincx (1872-1943)
              - Germaine Rolin (1883-1965) x René Buysse (1897-1969)
              - Hippolyte-Charles Rolin (1885-1914), gestorven voor het vaderland, x Hélène Rolin Jaequemyns (1889-1967)
              - Louis Rolin (1886-1915), gestorven  voor het vaderland
              - baron Albéric Rolin (1888-1954) x Emma Demeure (1893-1947)
              - Henri Rolin (1891-1973) x Thérèse Lambiotte (1898-1988)
              - Gustave-Marc Rolin (1892-1918), gestorven voor het vaderland

          - Charles-Auguste Rolin (1812-1854), koopman, x Sabine Delva (1814-1887)
            - Charles-Hippolyte Rolin (1842-1927), voorzitter van de rechtbank van koophandel Kortrijk,
            - Jules Rolin (1847-1921) x barones Mathilde Hannecart (1860-1923)
              - baron André Rolin (1888-1956), majoor van de cavalerie, x Elisabeth Henry de Faveaux (1891-1985)
                - baron Jules-Albert (Jim) Rolin (1915-2001), verzetsheld, x Ghislaine (Laly) Nieuwenhuys (1921)

              - baron Jean-Paul Rolin (1890-1964) x Louise Rolin Hymans (1902-1954)
                - baron Paul Rolin (1924-2015) x Yolande Merlin (1924-2004), golfspeler, golfbaanarchitect
                - Mathilde Rolin (1925-2005) x prins Werner de Merode (1914-1995), ambassadeur

              - baron Etienne Rolin (1891-1966) x Marguerite Kerckx (1897-1971)
                - baron André Rolin (1927-2009), ondervoorzitter Electrabel, schepen van Sint-Genesius-Rode x Huguette Waucquez (1927)
                  - Myriam Rolin (1951), volksvertegenwoordiger, burgemeester van Sint-Genesius-Rode, x Géry Delacroix (1947)
                  - jonkheer Pierre Rolin (1963), burgemeester van Sint-Genesius-Rode, x Marie Puissant Baeyens (1964).

                - jonkheer Albert Rolin (1934-2006), voorzitter Fabricom, x Michelle Coppieters 't Wallant (1939)